# Sierra de Comechingones
Sierra de Comechingones är en bergskedja i Argentina. Den ligger i den centrala delen av landet, 600 km väster om huvudstaden Buenos Aires.
Trakten runt Sierra de Comechingones består i huvudsak av gräsmarker. Runt Sierra de Comechingones är det glesbefolkat, med 13 invånare per kvadratkilometer.